# Burmorussus
Burmorussus – wymarły rodzaj błonkówek z podrzędu rośliniarek i nadrodziny wnikowców, jedyny z monotypowej rodziny Burmorussidae. Obejmuje tylko jeden opisany gatunek, Burmorussus mirabilis. Żył w kredzie na terenie współczesnej Mjanmy.

## Taksonomia
|  | \| \| Paroryssus \| \| \| \| \| \| Microryssus \| \| \| \| |
|  |                                                            |
|  | Orussidae                                                  |
|  |                                                            |
|  | Paroryssus                                                 |
|  |                                                            |
|  | Microryssus                                                |
|  |                                                            |

|  | Paroryssus  |
|  |             |
|  | Microryssus |
|  |             |

|  | \| \| Paroryssus \| \| \| \| \| \| Microryssus \| \| \| \| |
|  |                                                            |
|  | Orussidae                                                  |
|  |                                                            |
|  | Paroryssus                                                 |
|  |                                                            |
|  | Microryssus                                                |
|  |                                                            |

|  | Paroryssus  |
|  |             |
|  | Microryssus |
|  |             |

|  | \| \| Paroryssus \| \| \| \| \| \| Microryssus \| \| \| \| |
|  |                                                            |
|  | Orussidae                                                  |
|  |                                                            |
|  | Paroryssus                                                 |
|  |                                                            |
|  | Microryssus                                                |
|  |                                                            |

|  | Paroryssus  |
|  |             |
|  | Microryssus |
|  |             |

|  | \| \| Paroryssus \| \| \| \| \| \| Microryssus \| \| \| \| |
|  |                                                            |
|  | Orussidae                                                  |
|  |                                                            |
|  | Paroryssus                                                 |
|  |                                                            |
|  | Microryssus                                                |
|  |                                                            |

|  | Paroryssus  |
|  |             |
|  | Microryssus |
|  |             |

|  | \| \| Paroryssus \| \| \| \| \| \| Microryssus \| \| \| \| |
|  |                                                            |
|  | Orussidae                                                  |
|  |                                                            |
|  | Paroryssus                                                 |
|  |                                                            |
|  | Microryssus                                                |
|  |                                                            |

|  | Paroryssus  |
|  |             |
|  | Microryssus |
|  |             |

|  | \| \| Paroryssus \| \| \| \| \| \| Microryssus \| \| \| \| |
|  |                                                            |
|  | Orussidae                                                  |
|  |                                                            |
|  | Paroryssus                                                 |
|  |                                                            |
|  | Microryssus                                                |
|  |                                                            |

|  | Paroryssus  |
|  |             |
|  | Microryssus |
|  |             |

|  | \| \| Paroryssus \| \| \| \| \| \| Microryssus \| \| \| \| |
|  |                                                            |
|  | Orussidae                                                  |
|  |                                                            |
|  | Paroryssus                                                 |
|  |                                                            |
|  | Microryssus                                                |
|  |                                                            |

|  | Paroryssus  |
|  |             |
|  | Microryssus |
|  |             |

|  | \| \| Paroryssus \| \| \| \| \| \| Microryssus \| \| \| \| |
|  |                                                            |
|  | Orussidae                                                  |
|  |                                                            |
|  | Paroryssus                                                 |
|  |                                                            |
|  | Microryssus                                                |
|  |                                                            |

|  | Paroryssus  |
|  |             |
|  | Microryssus |
|  |             |

Rodzaj i gatunek typowy opisane zostały po raz pierwszy w 2020 roku przez Zhang Qi, Dimitrija Kopyłowa, Aleksandra Rasnicyna, Zheng Yana i Zhang Haichuna na łamach „Papers in Palaeontology”. Opisu dokonano na podstawie inkluzji w bursztynie birmańskim, odnalezionej w dolinie Hukawng, w okolicy Noije Bum w gminie Tanai i dystrykcie Myitkyina na terenie birmańskiego stanu Kaczin. Skamieniałości datowane są na późny alb lub wczesny cenoman. Nazwa rodzajowa to połączenie nazwy kraju (Burma) z nazwą Orussus, zaś epitet gatunkowy oznacza po łacinie „cudowna”.
Burmorussus umieszczony został przez autorów opisu w nowej, monotypowej rodzinie Burmorussidae. Według przeprowadzonej przez nich analizy filogenetycznej rodzina ta zajmuje pozycję bazalną w obrębie nadrodziny wnikowców (Orussoidea).

## Morfologia
Błonkówka o ciele długości 2,5 mm. Głowa była tak szeroka jak wysoka, zaopatrzona w duże, zajmujące większość jej powierzchni oczy złożone oraz trzy jajowatego kształtu przyoczka, z których środkowe było nieco węższe od bocznych. Wokół przyoczka środkowego znajdowała się korona z parzystych, ku tyłowi sterczących ząbków (corona ocellaris), spośród których te najbardziej dolne leżały znacznie poniżej poziomu przyoczka; w koronie brak było zęba nieparzystego. Brak było na głowie poprzecznego żeberka brzuszno-przedniego i bruzd czułkowych. 
Osadzone powyżej nadustka, w połowie wysokości oczu czułki miały długi i przysadzisty trzonek, stożkowatą i krótką nóżkę oraz zbudowany z dwunastu członów biczyk. W spoczynku stykające się czubkami przed wargą górną żuwaczki miały po jednym zębie tępym i dwóch ostrych. Tułów był grubo kropkowany i nieregularnie, poprzecznie urzeźbiony. Na śródpleczu występowały: głęboki szew poprzeczny, szew podłużny, szew skutoskutellarny oraz zbieżne, słabo wyrażone, zanikające pośrodku notaulices, niewidoczne były natomiast linie adlateralne i admedialne. Odnóża miały pięcioczłonowe stopy o czwartym członie bardzo krótkim, a trzecim zaopatrzonym w lancetowatą apofizę. Przednia para miała biodra z długimi płatami środkowymi. Biodra pary środkowej i tylnej oddzielone były od wydłużonego postepisternum. Spośród goleni nabrzmiałe były tylko te ostatniej pary. Przednie skrzydło miało 1,8 mm długości i około 0,7 mm szerokości. Spośród żyłek poprzecznych rozwinięte były: 1r-rs, dłuższa od niej 2r-rs, 2r-m, 1m-cu, 2m-cu, 1cu-a, 2cu-a i a1-a2, natomiast brak było 3r-m. Występowała druga żyłka analna, brak zaś było trzeciej. Tylne skrzydło miało 1,5 mm długości i niecałe 0,4 mm szerokości. Cechowało się obecnością żyłek poprzecznych 1r-m i cu-a, brakiem żyłek poprzecznych 2r-m i m-cu oraz zamkniętą komórką radialną. Odwłok miał pierwszy segment przekształcony w stylik, z wierzchu spłaszczony, o zlanych połówkach tergitu, nieprzyrośnięty do metapleur, ruchomo połączony z segmentem drugim. 